# Omkvæd
 Omkvæd  er et stykke sangtekst, der gentages i hvert vers af sangen, ofte men ikke altid i slutningen af verset. Omkvæd er meget almindeligt forekommende i folkesange og popsange, her også kaldet refrain, heraf betegnelsen refrainsanger.
| Musik | Spire Denne musikartikel er en spire som bør udbygges. Du er velkommen til at hjælpe Wikipedia ved at udvide den. |